# Giovanni Vito Marcucci
Giovanni Vito Marcucci (Alternativname: Gian Vito Marcucci; * 15. Juni 1927 in San Marino; † 11. April 2011) war ein Politiker aus San Marino, der unter anderem drei Mal (1961–62, 1966–67, 1975–76) Capitano Reggente war.

## Leben
Giovanni (Gian) Vito Marcucci wurde am 13. September 1959 für die Christlich-Demokratische Partei PDCS (Partito Democratico Cristiano Sammarinese) erstmals Mitglied des Großen und Allgemeinen Rates (Consiglio Grande e Generale) und gehörte diesem in der 16. Legislaturperiode bis zum 13. September 1964 an. Am 7. September 1969 wurde er für die PDCS abermals Mitglied des Großen und Allgemeinen Rates und gehörte diesem nunmehr in der 18., 19. und der 20. Legislaturperiode bis zum 29. März 1983 an.
Er war gemeinsam mit Pio Galassi vom 1. Oktober 1961 bis zum 1. April 1962 erstmals Capitano Reggente und damit einer der beiden kollegial amtierenden gleichberechtigten Staatsoberhäupter von San Marino. Er fungierte zwischen dem 1. Oktober 1966 und dem 1. April 1967 zusammen mit Francesco Maria Francini zum zweiten Mal als Capitano Reggente.
Im 15. Kabinett übernahm Marcucci am 17. Januar 1972 von Luigi Lonfernini das Amt des Landwirtschaftsministers (Deputato per l’Agricultura) und bekleidete dieses bis zum 27. März 1973. Er fungierte im darauf folgenden 16. Kabinett zwischen dem 27. März 1973 und dem 11. November 1974 als Minister für öffentliche Arbeiten und Kommunikation (Deputato per il Lavori Pubblici e le Communicazioni). Im danach gebildeten 17. Kabinett übernahm er vom 11. November 1974 bis zum 11. März 1976 das Amt als Minister für Arbeit und Landwirtschaft (Deputato per il Lavoro e l’Agricultura) und war in dieser Zeit gemeinsam mit Giuseppe Della Balda vom 1. Oktober 1975 bis zum 1. April 1976 zum dritten Mal Capitano Reggente. Zuletzt fungierte er im 18. Kabinett zwischen dem 11. März 1976 und dem 17. Juli 1978 noch als Minister für öffentliche Arbeiten (Deputato per il Lavori Pubblici).
Giovanni Vito Marcucci war der Vater von Gian Marco Marcucci (* 1954), der 2000 ebenfalls Capitano Reggente sowie von 2008 bis 2011 Minister für Arbeit, Kommunikation und Post (Segretario di Stato per il Lavoro, la Cooperazione, le Poste) im Kabinett Patto per San Marino war.

## Hintergrundliteratur
- Domenico Gasperoni: I Governi di San Marino. Storia e personaggi, AIEP Editore, Serravalle 2015, ISBN 978-88-6086-118-4